# Vaarsaaret
Vaarsaaret är en ö i Finland. Den ligger i sjön Vääräjärvi och i kommunen Ruokolax i den ekonomiska regionen  Imatra ekonomiska region  och landskapet Södra Karelen, i den sydöstra delen av landet, 250 km nordost om huvudstaden Helsingfors. Öns area är 0,2 hektar och dess största längd är 90 meter i nord-sydlig riktning.  Notera att namnet antyder att det är fråga om flera öar.